# Mário Pereira (futebolista)
Mário Pereira, também conhecido por "Perigo Loiro" (Santos, 4 de abril de 1914 - Santos, 31 de dezembro de 2011) foi um futebolista brasileiro.

## Carreira
Foi trazido pelo treinador Virgílio Pinto de Oliveira, o Bilu, do juvenil do Santos para o time principal em 1935. No mesmo ano, com 21 anos, fez parte da equipe que conquistou o primeiro título estadual do alvinegro praiano, em 1935. Foi o último remanescente do grupo a falecer.
Teve a carreira abreviada por uma grave lesão. Marcou 24 gols nos 41 jogos que fez pelo Santos, média de 0,58 por jogo.
Em 2004, como forma de homenagem, o Santos inaugurou um camarote com o nome do ídolo.
Faleceu na noite do dia 31 de dezembro de 2011, aos 97 anos, por falência de múltiplos órgãos.